# Rotacyjni przewodniczący pro tempore Senatu Stanów Zjednoczonych
Kiedy wieloletni senator William P. Frye (republikanin z Maine), sprawujący od 1896 roku funkcję przewodniczącego pro tempore Senatu, zrezygnował z niej 27 kwietnia 1911 z powodu złego stanu zdrowia (zmarł niedługo później), pojawiły się poważne trudności z wyłonieniem jego następcy. W Senacie nie było wyraźnej większości, bowiem republikanie podzielili się na wzajemnie zwalczające frakcje konserwatywną i liberalną (a byli jeszcze demokraci).
Nieudane z powodu braku owej większości głosowania trwały aż do sierpnia. Osiągnięto wtedy porozumienie, na mocy którego do końca tego Kongresu demokratyczny kandydat Augustus Octavius Bacon (Georgia), oraz czterech republikanów (Charles Curtis z Kansas, Jacob Harold Gallinger z New Hampshire, Frank B. Brandegee z Connecticut oraz Henry Cabot Lodge z Massachusetts), będą wypełniać tę funkcję, zmieniając się rotacyjnie, aż do końca tej kadencji.
| Przewodniczący pro tempore | Okres                                                        |
| -------------------------- | ------------------------------------------------------------ |
| William P. Frye            | 7 lutego 1896 – 27 kwietnia 1911                             |
| Augustus Octavius Bacon    | 14 sierpnia 1911                                             |
| Charles Curtis             | 4 grudnia 1911 – 12 grudnia 1911                             |
| Augustus Octavius Bacon    | 15 stycznia 1912 – 17 stycznia 1912                          |
| Jacob H. Gallinger         | 12 lutego 1912 – 14 lutego 1912                              |
| Augustus Octavius Bacon    | 11 marca 1912 – 12 marca 1912                                |
| Frank B. Brandegee         | 25 marca 1912 – 26 marca 1912                                |
| Augustus Octavius Bacon    | 8 kwietnia 1912                                              |
| Jacob H. Gallinger         | 26 kwietnia 1912 – 27 kwietnia 1912 7 maja 1912              |
| Augustus Octavius Bacon    | 10 maja 1912                                                 |
| Henry Cabot Lodge          | 25 maja 1912                                                 |
| Augustus Octavius Bacon    | 30 maja 1912 – 3 czerwca 1912 13 czerwca 1912 – 5 lipca 1912 |
| Jacob H. Gallinger         | 6 lipca 1912 – 31 lipca 1912                                 |
| Augustus Octavius Bacon    | 1 sierpnia 1912 – 10 sierpnia 1912                           |
| Jacob H. Gallinger         | 12 sierpnia 1912 – 26 sierpnia 1912                          |
| Augustus Octavius Bacon    | 27 sierpnia 1912 – 15 grudnia 1912                           |
| Jacob H. Gallinger         | 16 grudnia 1912 – 4 stycznia 1913                            |
| Augustus Octavius Bacon    | 5 stycznia 1913 – 18 stycznia 1913                           |
| Jacob H. Gallinger         | 19 stycznia 1913 – 1 lutego 1913                             |
| Augustus Octavius Bacon    | 2 lutego 1913 – 15 lutego 1913                               |
| Jacob H. Gallinger         | 16 lutego 1913 – 3 marca 1913                                |